# Будогощенский район
Будогощенский район — административно-территориальная единица в составе Ленинградской области, существовавшая в 1927—1932 годах.
Административный центр — посёлок Будогощь.
Площадь территории — 1956 км². Население — 16549 человека (в 1926 году).

## Образование района
Будогощенский район образован одновременно с Ленинградской областью 1 августа 1927 года. В состав района были включены следующие административные единицы:
а) из Тихвинского уезда Череповецкой губернии:
- Недашецкая волость — полностью (4 сельсовета: Латинский, Петровский, Полевичский, Талецкий);
- из Васильковской волости — 4 сельсовета (Лугский, Бельский, Будогощенский и Кукуйский);

б) из Новгородского уезда Новгородской губернии:
- из Оскуйской волости — Крестецкий и Клинковский (без деревни Опалево) сельсоветы[2].

Первоначально Будогощенский район был включён в состав Ленинградского округа. После ликвидации округов (постановление ЦИК и СНК СССР от 23 июля 1930 года) район был подчинён непосредственно областным органам.

## Административное деление
В 1930 году в состав Будогощенского района входили 13 сельсоветов:
- Бельский,
- Будогощенский,
- Горчаковский,
- Запольский,
- Званский,
- Клинковский,
- Крестецкий,
- Кукуйский,
- Лашинский,
- Лугский,
- Петровский,
- Талецкий,
- Хортицкий.

## Упразднение района
Район был упразднён постановлением Президиума ВЦИК от 1 января 1932 года. Территория района была распределена следующим образом:
- в Киришский район — Бельский, Будогощенский, Горчаковский, Званский, Клинковский, Крестецкий, Кукуйский, Лашинский, Лугский сельсоветы и рабочий посёлок Будогощь;
- в Любытинский район — Хортицкий, Запольский, Петровский, Талецкий сельсоветы.

В настоящее время большая часть территории Будогощенского района входит в состав Киришского района.